# Obchod ve středověkých a raně novověkých Košicích
Obchod ve středověkých a raně novověkých Košicích (období středověku a raného novověku – do začátku 18. století) tvořil hlavní výdělečnou činnost košických měšťanů. Košičtí kupci byli zapojeni do dálkového obchodu s Polskem, Pruskem a Ruskem. Obchodem se zabývali především mocní němečtí patricijové, kteří zároveň zastávali nejdůležitější funkce ve vedení města.

## Počátky košického obchodu a právo skladu
Košice jako metropole hornouherského regionu, sousedícího s Polskem, a jako sídlo pobočky královské komory se staly přirozeným místem skládání zboží kupců na dálkových trasách. Z toho plynula trhovost osady Villa Cassa s usazeným řemeslně-obchodním obyvatelstvem. Osada celá obehnaná hradbami dostala v roce 1290 městská práva. Mezi nimi bylo pravděpodobně i právo skladu, jehož privilegium se nedochovalo. Udělení práva skladu bylo nejvýznamnějším předpokladem přeměny Košic v obchodní metropoli nadregionálního významu. O důležitosti příjmů z obchodu – třicátku – ještě před upevněním moci Anjouovců svědčí listina z roku 1311 z dob povstání košických měšťanů proti rodu Omodejů. V ní se zakazovalo Omodejům narušovat košický obchod a napadat kupce směřující z nebo do Košic. Je zároveň prvním dokladem o třicátku, a tedy zpoplatnění dováženého a vyváženého zboží v Uhersku.

## Hospodářská privilegia 14. století
Po porážce odbojné šlechty král Karel I. Robert udělil městu několik hospodářských privilegií. Za dynastie Anjouovců se města stala oporou královské moci a podpora jejich bohatství byla v jejich nejvyšším zájmu v protikladu k mocné šlechtě. Z toho plynul i pozdější titul svobodné královské město (používaný od 15. století). Již v průběhu 14. století Košice získaly maximální výhody potřebné k rozvoji jejich obchodního potenciálu:
- 1319 – celní privilegium v Předtisí (Horní Uhersko)
- první polovina 14. století – celní privilegia v celém Uhersku a Sedmihradsku
- před 1321 – ražby vlastní měny, košické marky
- 1321 – osvobození od placení lucrum camerae, zisku královské komory z výměny starých mincí za nové
- před 1344 – celní privilegia v Polsku a Rusku
- 1344 – částečné právo skladu na zboží z Polska a Ruska
- 1361 – rozšíření částečného práva skladu na všechny výrobky z Polska a Ruska
- 1364 – celní privilegia v českých zemích a ve Vratislavi
- 1388 – celní privilegia v rakouských zemích
- 1390 – od skladu zboží v Krakově
- 1399 – právo skladu na všechny výrobky z Velkého Varadína a Sedmihradska

## Pakt reciprocity s Krakovem

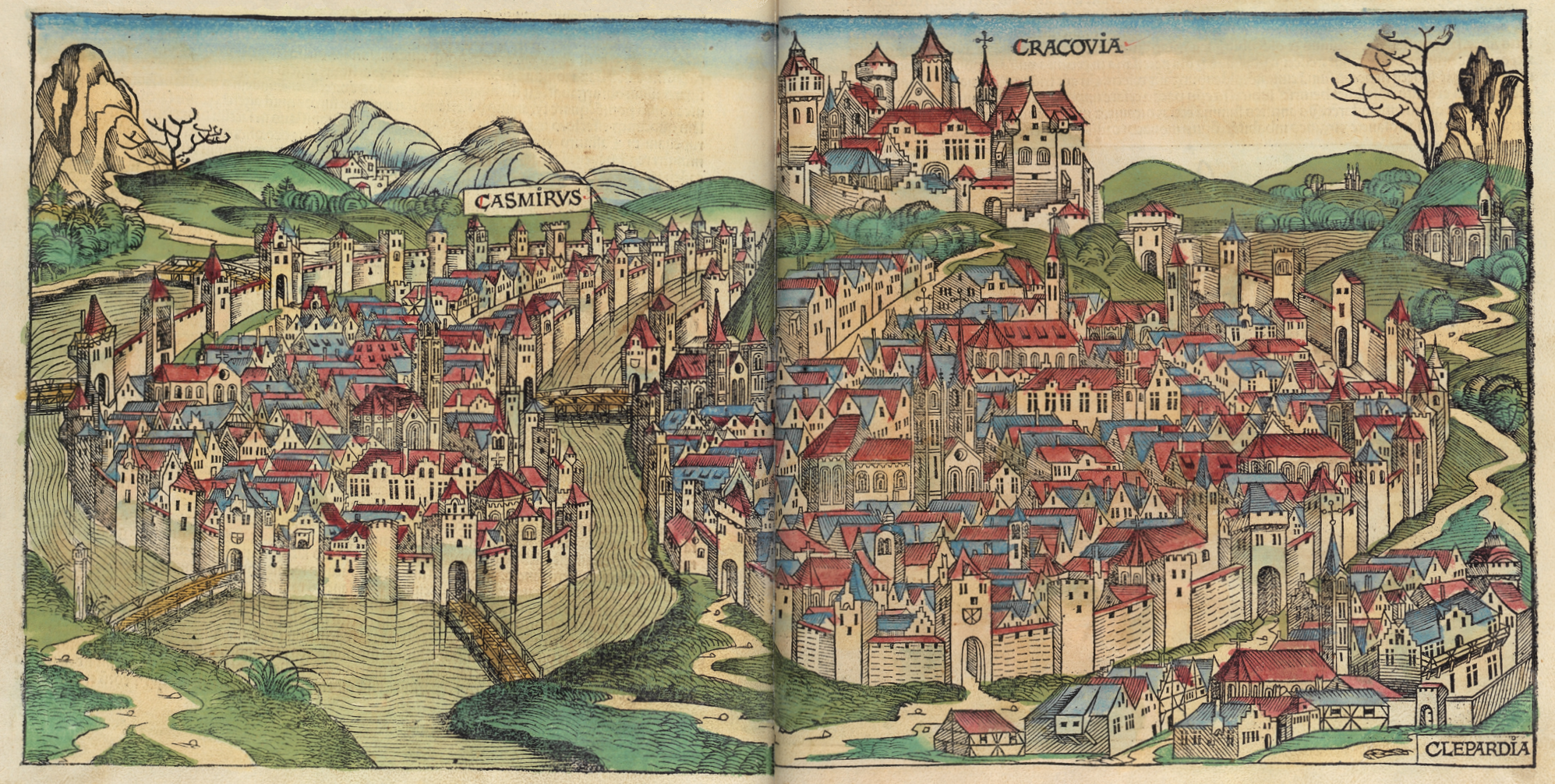
Prosperující polská metropole Krakov, 1493 Norimberská kronika

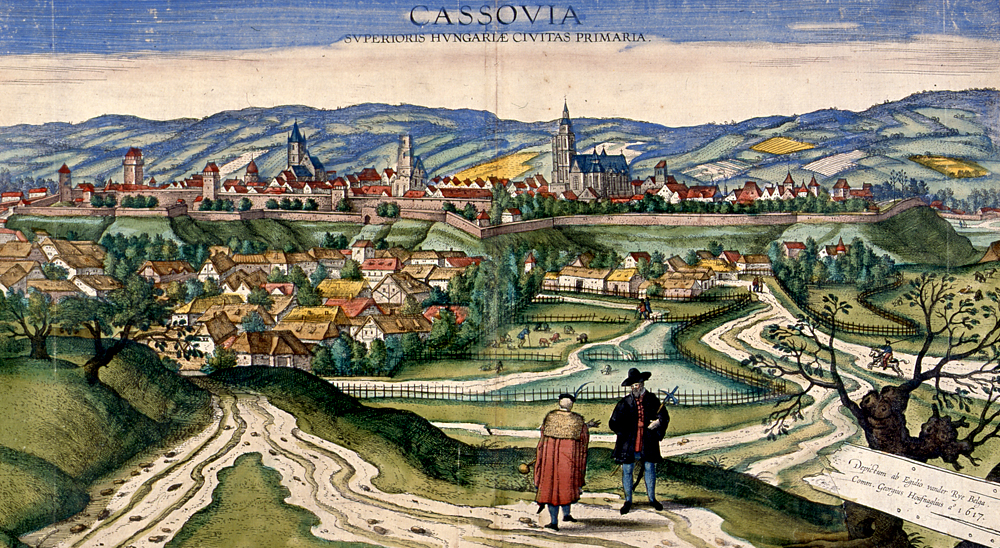
Košice na počátku 17. století

Zvláštní místo v historii košického obchodu má vzájemná dohoda (Pactum mutuum) s polskou metropolí Krakovem. Umožňovala oběma stranám těžit ze vzájemné spolupráce jinak konkurujících si obchodníků. Jejím obsahem z roku 1390 bylo:
- podle starého zvyku měli košičtí kupci právo procházet přes Krakov dále na sever a západ
- během války s Pruskem nebudou tam košičtí kupci zacházet (tento bod byl 1394 vypuštěn pro neaktuálnost)
- volný pohyb krakovských kupců po Košicích, tam už podléhali skladu zboží
- vypovědět dohodu bylo možné po lhůtě 4 měsíců
- obě města budou spolupracovat ve věci vzájemných dlužníků

Dohoda se plně využívala během třiceti let, později ji začaly obě strany omezovat. Krakov více nevnímal košické kupce jako strategické prostředníky, ale už jen jako další odběratele jeho zboží. Proto ho začali obcházet novými cestami přes polská města Sącz, Biecz a Duklu. V Dukle, která se dokonce řídila košickým městským právem, byla zřízena stálá expozitura hornouherských měst s právem exteritoriality.

## Předmět košického obchodu
Ačkoli košická řemeslná výroba byla čilá, nedokázala konkurovat kvalitnímu specializovanému zboží ze západní a severní Evropy. Proto se dovážely přes Polsko z Pruska a Ruska exkluzivní komodity jako drahé kožešiny, látky, mořské ryby, sukno, olovo, rybí olej, luxusní zlaté a stříbrné výrobky, papír a knihy. Tyto výrobky pak košičtí obchodníci distribuovali po Uhersku a dále na jih.
Z Košic se vyvážely především zemědělské produkty a nerostné suroviny. Mezi nejvýznamnější komodity patřily dřevo, smůla, med, kůže, vzácné kovy a rudy (měď), skot a koně, maso, víno, plátno a barchet. Především měď, kožešiny a víno byly prodávány až do Pomořanska (Stralsund, Štětín), Nizozemska a Anglie. Zboží se transportovalo říční cestou nahoru Hornádem po vorech. Kromě samotných Košic po jeho toku fungovalo několik dalších říčních přístavů, např. Velká Lodina. Na severu využívali říční toky Popradu, Dunajce až Visly do moře. Po souši převáželi zboží velkými vozy, zvanými i maže nebo košické vozy. Košické vývozní artikly podnítily i rozvoj přilehlé důlní oblasti. Pro zvýšení obratu si bohatí košičtí měšťané otevírali rudné šachty v dolech Rožňavě, Smolníku, Gelnici a Telkibánye. Zemědělské produkty byly dodávány ze stále se rozšiřujícího košického dominia.

## Košice – hlavní sklad zboží
V poměru k blízkým hornouherským městům Košice platily jako hlavní sklad zboží (depositio generalis mercium). V praxi to fungovalo tak, že kupci přicházející z Polska, Pruska a Ruska mohli zboží vyložit podle svého výběru buď tady, nebo ve městech Levoča, Kežmarok, Bardejov. Tato vyspělá hornouherská města měla na rozdíl od Košic jen dílčí právo skladu. Na druhou stranu kupci přicházející od jihu zpoza Tisy, ze Sedmihradska, Moldavska, Valašska nebo Turecka, už podléhali pouze generálnímu skladu v Košicích.
Košičtí kupci mohli podle privilegia z roku 1390 přes Krakov vyvézt zboží až do Pruska a Ruska. Zacházeli i do Čech a na Moravu. Opačným směrem se snažili proniknout až do Rumunska, ale v Sedmihradsku se setkali s velkou konkurencí místních kupců. Obchodní rádius Košic na jih tak sahal jen po Velký Varadín, kde zboží přebírali kupci bohatých sedmihradských měst. Velký Varadín byl spolu s Debrecín hlavním odbytištěm řemeslných produktů košických cechů.
Z tohoto vyplýval i hlavní znak košického obchodu, kterým byla pasivní obchodní bilance na západních a severních trzích a aktivní na jižních trzích. Košičtí kupci byly silně úvěrovaní v Krakově. V roce 1498 například dlužili 18 % všech krakovských dluhů. Naopak na jižních trzích vystupovali košičtí kupci jako věřitelé. Pro nedostatek platidla – peněz – bylo běžné vyplácení dluhu v naturáliích. Dalším znakem košického obchodu byla neexistence „investiční spjatosti velkoobchodníků s místními výrobci, řemeslníky“. Tento fakt se ukázal velmi zranitelným bodem v hospodářském postavení Košic při změnách obchodních tras v raném novověku.

## Zahraniční kupci v Košicích
O tom, že Košice byly ve středověku uznávanou obchodní metropolí, svědčí množství cizinců, kteří se zde usazovali. Byli mezi nimi kupci z českých zemí, Polska, Pruska, Haliče, Německa, Itálie, Srbska, Valašska, Moldavska a i z takových dalekých zemí jako Nizozemska, Anglie či Španělska. Na jednom z košických huštáků, v Čermeli, byla jedna ulice nazvaná Venice (Platea Veneti, 1524), kde byli pravděpodobně usazeni italští obchodníci.
Mnozí kupci žádali o přiznání zdejších městských práv, od čehož si slibovali zrušení celních omezení. Proto byla rada města nucena přijmout v roce 1453 opatření, které mělo zneužívání zamezovat. Přijetí za košického občana měla předcházet vysoká kauce 32 marek stříbra se závazkem, že se novoměšťan v Košicích do roku ožení a koupí nemovitost.

## Kupecký dům
Koncentrace kupců ve městě vyžadovala zřízení stálého kupeckého domu, který sloužil potřebám jednání a obchodů kupců a na jejich přechodné ubytování. Kupecký dům stál na čestném místě, jižním rohu Hlavní a Hnilné ulice (dnes Alžbětina). K domu patřila i sousední budova, ve které byla umístěna lázeň.
Kromě kupeckého domu košického cechu existovaly ve městě i soukromé kupecké domy, které si zde skupovali zahraniční obchodníci. V letech 1404–1433 tak vlastnili svůj dům v Košicích kupci z Toruně. Vlastní dům měli i Krakované. A naopak i Košičané měli vlastní domy v obou polských městech.

## Gilda
Úzký okruh nejbohatších košických kupců si vytvořil zvláštní organizaci cechovního typu - kupeckou gildu. Tím se chtěli odlišit od ostatního měšťanstva, které obchodovalo v malém a sporadicky. První zmínka o cechu pochází z roku 1446, ale pravděpodobně vznikla daleko před tímto rokem, neboť její pravidla byla sepsána „podle starých zvyklostí“. Jejími členy mohly být ženy i muži. Vyučit se obchodu bylo drahou záležitostí, trvající 7 až 8 let. Členové cechu byli zároveň nejvlivnějšími osobami v městské radě. Cechovní shromáždění se konala čtyřikrát ročně.

## Košický obchod v raném novověku
Na přelomu 15. a 16. století po objevení Ameriky došlo ke změně důležitých obchodních tras, které se přímo dotýkaly Košic. Úpadek vlivu hanzy se dotkl toruňského a následně krakovského obchodu. Také nastal zásadní odklon hlavní obchodní trasy ze západu do Ruska mimo Krakov přes Varšavu a Balt. Nové obchodní vztahy se v rámci Uherska orientovaly směrem na západ, ne více na sever. Svědčí o tom i klesající výnosy z cel na krakovské zboží:
- 1555 – 3 555 zlatých
- 1574 – 2 210 zlatých
- 1585 – 2 473 zlatých
- 1597 – 1 281 zlatých[9]

Úpadek košického obchodu byl způsoben i neprovázaností s místními řemesly a monopolem Turzů a Fuggerů na důlní produkty. Košice ztratily své postavení rovnocenného partnera Krakova a Vratislavi a staly se pouze provinčním distributorem zboží v oblasti Horních Uher a Sedmihradska. Stále více zboží do Košic přicházelo z Vídně. Změnil se i sortiment dovážených a vyvážených výrobků. Do Košic přicházelo zejména žádané slezské sukno, klobouky a čepce, nůžky, dráty a papír. Nejdůležitějším košickým vývozním artiklem v období novověku na západní trhy bylo tokajské víno. Tuto doménu si košičtí obchodníci úzkostlivě hlídali, i když Košice nebyly jediným městem, které bohatlo na této komoditě. Do Sedmihradska se naopak vyvážely košické řemeslnické výrobky a hlavně zbraně. Od druhé poloviny 16. století se do popředí dostal i vývoz dobytka do rakouských a jihoněmeckých oblastí.
Osmanská expanze a protihabsburská stavovská povstání v Uhrách vnesly do oblasti permanentní nestabilitu obchodních tradic. Kupci byli přepadáváni a zboží konfiskováno. Městské vinice a zahrady byly přeměněny na pastvu pro vojenské koně. K roku 1696 měly Košice pouhé tři kupce obchodující s Vídní a Vratislaví. Ještě v roce 1555 tvořily příjmy města z třicátku 23,63 % všech příjmů. V roce 1698 to bylo pouze 4,89 %.